# Кастро, Хосе Мария
Хосе Мария Кастро Мадрис (исп. José María Castro Madriz; 1 сентября 1818, Сан-Хосе (Коста-Рика) — 4 апреля 1892, Сан-Хосе (Коста-Рика)) — известный как Основатель республики (Fundador de la República), дважды президент Коста-Рики (1847—1849 и 1866—1868).

## Биография
Кастро был сыном Рамона Кастро Рамиреса и Лоренцы Мадрис Сервантес. Его женой стала Пасифика Фернандес Ореамуно, дочь главы государства Мануэля Фернандеса Чакона и Марии Ореамуно Муньос.
Кастро получил степени бакалавра философии (23 декабря 1838) и доктора юридических наук (1 ноября 1841) и философских наук (22 мая 1842) в Леонском университете, Никарагуа.
В 1864 году в Колумбии Кастро вступил в масонскую ложу и стал одним из основателей первой масонской ложи Коста-Рики.
Кастро был министром в первом правительстве Хосе Марии Альфаро и главным инициатором открытия в 1843 году Университета Святого Фомы, в котором стал профессором юриспруденции в 1844 году. Позже Кастро был его ректором (1860—1866, 1872—1875 и 1877—1883) и членом Управления по исследованиям.
Кастро служил военным министром во время правления Франсиско Морасана (1842), министром внутренних дел и иностранных дел (апрель-июль 1844) во время первой администрации Хосе Марии Альфаро, министром внутренних дел и иностранных дел (1846—1847) и вице-президентом (1847) во второй срок Альфаро.

### Первое президентство (1847—1849)
На выборах в апреле 1847 года Кастро был избран «президентом государства Коста-Рика» на период 1847—1853 годов. Несколько месяцев спустя Конгресс предоставил ему звание генерала. В августе 1848 года наименование должности Кастро было изменено на «Президент Коста-Рики».
31 августа 1848 года Кастро объявил Коста-Рику суверенной страной, независимой от любого другого государства, и окончательно назвал её Республикой Коста-Рика.
28 сентября 1848 года были утверждены флаг и герб Республики, 15 сентября стало праздником в ознаменование независимости новой нации.
В ходе первого срока Кастро были установлены дипломатические отношения, подписаны договоры с несколькими европейскими странами, а правительству Великобритании была предложена возможность установления протектората над Коста-Рикой. Продвигалось государственное образование. Важные новеллы были внесены в Конституцию 1847 года, в результате чего была сформирована так называемая «реформированная конституция 1848 года», укрепившая полномочия президента. Однако стране пришлось столкнуться с экономическими проблемами как результатом падения мировых цен на кофе и значительными политическими потрясеними, которые материализовались в многочисленных попытках свержения правительства.
15 ноября 1849 года, столкнувшись с угрозой военного переворота во главе с генералом Хосе Мануэлем Киросом-и-Бланко, Кастро передала власть Мигелю Море и на следующий день объявил об отставке. Конгресс принял отставку, предоставив почетный титул «Основателя республики».

### 1849—1860 годы
Отойдя от дел, Кастро остался в Сан-Хосе, занявшись управлением своей собственностью, что вызывало у президента Моры подозрения и вызвало меры по ограничению статуса бывшего президента. Кастро также совершил поездку во Францию и был награждён орденом Почетного легиона 8 октября 1850 года. В январе 1852 года, без суда, ему было приказано покинуть Сан-Хосе и отправиться в Пунтаренас, а 6 февраля он был лишен гражданства и был вынужден поселиться в Гватемале. Позже Кастро было разрешено вернуться в Коста-Рику, но в 1856 году он снова был изгнан из страны и вновь поселился в Гватемале. Несколько месяцев спустя он смог вернуться на родину и посвятить себя земледелию, не участвуя в политике.
После падения правительства Моры с 14 по 17 августа 1859 года он временно занимал пост министра иностранных дел во временной администрации Хосе Марии Монтейлегре, был избран президентом Учредительного собрания, которое открылось 16 октября, и официально опубликовал Конституцию 1859 года. Кастро также предложил отменить смертную казнь, а также запретить генералам быть президентами Республики (эти инициативы не были приняты).

### Регент Верховного суда
В соответствии с Конституцией 1859 года Верховный суд Коста-Рики состоял из регента, пяти магистратов и прокурора, избираемых Конгрессом на четырёхлетний срок. 24 апреля 1860 года Конгресс назначил членов суда на период 1860—1864 годов и назначил Кастро регентом суда. После истечения полномочий Кастро был переутвержден в этой должности ещё на 4 года.
В 1865 году в качестве регента суда Кастро посетил Боготу в качестве посла Коста-Рики и подписал с правительством Колумбии договор Кастро-Валенсуэлы, касающийся границ между Коста-Рикой и Колумбией.
8 мая 1866 года Кастро покинул досрочно пост регента суда ввиду избрания на пост президента Республики, а Конгресс назначил на его место магистрата Мануэля Альварадо.

### Второе президентство (1866—1868)
В свой второй президентский срок Кастро продвигал общественное образование, постановил открыть Лимонский залив для внешней торговли, заключил договор о создании первой телеграфной линии между Картаго и Пунтаренасом, а также приказал построить Президентский дворец.
1 ноября 1868 года Кастро был свергнут в ходе военного переворота, который привел к власти Хесуса Хименеса Самору.

### Регент и Председатель Верховного суда
В соответствии с законом от 18 октября 1870 года, президент Томас Гуардия Гутьеррес постановил, что Верховный суд Коста-Рики будет состоять из регента, семи магистратов и прокурора, свободно назначаемых и увольняемых правительством. Все остальные юристы, проживающие в столице или её окрестностях, становились судьями по должности. В тот же день Кастро был в третий раз назначен регентом Верховного суда.
Конституция 1871 года изменила структуру суда: теперь он состоял из Председателя, семи магистратов и прокурора, избираемых Конгрессом сроком на четыре года. 7 мая 1872 года Конгресс назначил магистратов на период 1872—1876 годов и избрал Кастро Председателем Суда.

### Поздние годы
Кастро был идеологическим лидером нескольких поколений и одним из символов оппозиции правительству Томаса Гуардии, который все более активно применял авторитарные и репрессивные меры. Перед лицом последовательных кризисов президент Гуардия несколько раз предлагал Кастро войти в свое правительство, но получал отказ. По этой и другим причинам президент распорядился арестовать Кастро и заточить в подземелья артиллерийских казарм, где он подвергался унизительному обращению и пыткам. Во время работы диктаторского правительства Висенте Эрреры (1876—1877) Кастро согласился войти в правительство, но при условии утверждения так называемого Закона о гарантиях: отмены смертной казни и пыток, формирования Государственного совета с полномочиями, близкими к законодательным, созыва Конституционного собрания и других мер, направленные на улучшение политической ситуации в стране, снижение авторитаризма, гарантии основных прав граждан. Эррера согласился утвердить закон, и Кастро стал министром иностранных дел с 1877 по 1882 год. В течение этого периода наблюдался заметный прогресс в улучшении среднего образования и в увеличении числа женщин, посещающих начальную школу. Преемник Гуардии, генерал Просперо Фернандес Ореамуно, утвердил своего тестя Кастро в тех же должностях, в которых он оставался до середины следующего года, когда ушел в отставку. После короткого периода, в том же году Кастро вернулся в правительство в статусе секретаря по международным отношениям. Просперо Фернандес умер в марте 1885 года, а через месяц скончалась и дочь Кастро Пасифика Фернандес Ореамуно. Через несколько месяцев, во время правления Бернардо Сото Альфаро, Кастро ушел в отставку. С тех пор он посвятил себя интенсивной дипломатической жизни как полномочный посол Коста-Рики в нескольких европейских странах и странах Центральной Америки, став ключевой фигурой в ослаблении напряженности среди стран этого региона. До своей смерти он продолжал активно заниматься политикой, культурой и дипломатией.